# نترات الزئبق الثنائي
 نترات الزئبق الثنائي  مركب كيميائي له الصيغة Hg(NO3)2 ، ويكون على شكل بلورات عديمة اللون.

## الخواص
- يتسيل مركب نترات الزئبق الثنائي بملامسته للهواء. يتحلمه مركب نترات الثنائي مشكلاً في الأوساط المعتدلة أملاح قاعدية. ينحل نترات الزئبق الثنائي في حمض النتريك الممدد.
- يتفاعل نترات الزئبق الثنائي مع هيدروكسيد الصوديوم، حيث ينتج أكسيد الزئبق الثنائي حسب المعادلة:

Hg(NO3)2 + 2NaOH → HgO + H2O + 2NaNO3
أما مع الأمونياك فيترسب راسب أبيض مصفر من قاعدة ميلون Milon´s base حسب المعادلة:
Hg(NO3)2 + NH3 → [Hg2N]NO3↓ + 3HNO3

## التحضير
يحضر مركب نترات الزئبق الثنائي من تفاعل زيادة من حمض النتريك المركز على فلز الزئبق، ثم بتبخير المحلول الناتج.
3Hg + 8HNO3 → 3Hg(NO3)2 + 2NO + 4H2O

## الاستخدامات
نظراً لسمية مركب نترات الزئبق الثنائي فاستعمالاته محدودة.

## السلامة
مثل أغلب مركبات الزئبق، فمركب نترات الزئبق الثنائي سام يجب الحذر عند التعامل به.